# Marcus Krüger
Marcus Krüger (Stoccolma, 27 maggio 1990) è un hockeista su ghiaccio svedese.

## Palmarès

### Olimpiadi invernali
- 1 medaglia:
  - 1 argento (Sochi 2014)

### Mondiali
- 2 medaglie:
  - 1 oro (Germania/Francia 2017)
  - 1 argento (Slovacchia 2011)